# Abdulvahab Salamzade
Abdulvahab Rahim oglu Salamzade (en azerí: Əbdülvаhаb Rəhim oğlu Sаlаmzаdə; Shamakhi, 16 de febrero de 1916-Bakú, 19 de agosto de 1983) fue un crítico de arte y arquitecto de Azerbaiyán, académico y Científico de Honor de la República Socialista Soviética de Azerbaiyán.

## Biografía
Abdulvahab Salamzade nació el 16 de febrero de 1916 en la ciudad de Shamakhi. A una temprana edad se interesó por el arte y la construcción, y  mostró un gran interés por los monumentos históricos y arquitectónicos de Azerbaiyán.
Abdulvahab Salamzade fue el primer científico azerbaiyano en investigar los monumentos arquitectónicos de Azerbaiyán. También jugó un papel decisivo en la investigación de las escuelas de arquitectura de Najicheván y Shirvan y en la identificación científica de las escuelas de arquitectura de Tabriz y Arran.
Sus actividades no se limitaron únicamente al trabajo de investigación. Él viajó por las regiones de Azerbaiyán, se familiarizó con el estado de los monumentos arquitectónicos, midió sus tamaños y participó en la elaboración de bocetos de restauración. 
En 1962 se convirtió en vicepresidente del Consejo Científico y Metodológico para la Protección de Monumentos Históricos y Culturales bajo el Presidium de la Academia de Ciencias de la República Socialista Soviética de Azerbaiyán. Él fue profesor en la Universidad Estatal de Bakú y miembro del Presídium de la Unión de Arquitectos de la República Socialista Soviética de Azerbaiyán. En 1968 fue elegido miembro correspondiente de la Academia Nacional de Ciencias de Azerbaiyán.
Abdulvahab Salamzade participó personalmente en la restauración de los monumentos arquitectónicos. Entre ellos se encuentran los mausoleos de Momine Khatun y Yusif ibn Kuseyir en Najicheván. Entre los años 1958 y 1959 también  participó en la restauración del Mausoleo de Karabaglar. En 1982, en Shusha, se erigió un mausoleo sobre la tumba del destacado poeta azerbaiyano Molla Panah Vagif, según el proyecto de Abdulvahab Salamzade y Elbrus Kanukov.
En  años distintos él fue autor de “Los monumentos que hablan”, “Los monumentos arquitectónicos de Azerbaiyán”, “Ajami Nakhchivani”, “Los monumentos a lo largo del río Araz” y muchos otros libros. Su obra más fundamental se considera “La historia de la Arquitectura de Azerbaiyán”, junto con Mikayil Useynov y Leonid Bretanitsky, publicada en ruso. También fue el primer investigador de la historia del urbanismo en Azerbaiyán y estudió la cultura del urbanismo de los ciudades como Shusha y Shaki.
Abdulvahab Salamzade murió el 19 de agosto de 1983 en Bakú y fue enterrado en el Segundo Callejón de Honor.

## Premios y títulos
- 1976 – Orden de la Bandera Roja del Trabajo
- 1982 - Arquitecto de Honor de la RSS de Azerbaiyán[3]